# Lista de sítios de importância comunitária em Portugal
Esta lista indica os sítios de importância comunitária (SIC) em Portugal.
| Nome                                         | Codigo?   | Registos       | Região   | Coordenadas              | Superfície (ha) | Categoria no Commons                                    | Imagem                                                      |
| -------------------------------------------- | --------- | -------------- | -------- | ------------------------ | --------------- | ------------------------------------------------------- | ----------------------------------------------------------- |
| Peneda / Gerês                               | PTCON0001 | Natura2000 EEA | Portugal | 41.7886° N 8.1219° O     | 88845           | Parque Nacional da Peneda-Gerês                         | Peneda / Gerês · Upload image                               |
| Montesinho / Nogueira                        | PTCON0002 | Natura2000 EEA | Portugal | 41.8519° N 6.8825° O     | 108010,55       | Parque Natural de Montesinho                            | Montesinho/ Nogueira · Upload image                         |
| Alvão / Marão                                | PTCON0003 | Natura2000 EEA | Portugal | 41.3553° N 7.8433° O     | 58788           | Parque Natural do Alvão Serra do Marão                  | Alvão/Marão · Upload image                                  |
| Malcata                                      | PTCON0004 | Natura2000 EEA | Portugal | 40.27° N 7.02° O         | 79079           | Reserva Natural da Serra da Malcata                     | Malcata · Upload image                                      |
| Reserva Natural do Paul de Arzila            | PTCON0005 | Natura2000 EEA | Portugal | 40.17° N 8.55° O         | 666             | Paul de Arzila                                          | Paul de Arzila · Upload image                               |
| Arquipélago das Berlengas                    | PTCON0006 | Natura2000 EEA | Portugal | 39.415278° N 9.509444° O | 95,77           | Berlengas                                               | Arquipélago das Berlengas · Upload image                    |
| São Mamede                                   | PTCON0007 | Natura2000 EEA | Portugal | 39.3° N 7.33° O          | 116114          | Serra de São Mamede                                     | São Mamede · Upload image                                   |
| Sintra-Cascais                               | PTCON0008 | Natura2000 EEA | Portugal | 38.79° N 9.44° O         | 16632           | Parque Natural de Sintra-Cascais                        | Sintra/Cascais · Upload image                               |
| Estuário do Tejo                             | PTCON0009 | Natura2000 EEA | Portugal | 38.84° N 8.97° O         | 44609           | Reserva Natural do Estuário do Tejo                     | Estuário do Tejo · Upload image                             |
| Arrábida / Espichel                          | PTCON0010 | Natura2000 EEA | Portugal | 38.48° N 9.01° O         | 20663           | Parque Natural da Arrábida Cabo Espichel                | Arrábida/Espichel · Upload image                            |
| Estuário do Sado                             | PTCON0011 | Natura2000 EEA | Portugal | 38.47° N 8.71° O         | 30968           | Estuary of Sado                                         | Estuário do Sado · Upload image                             |
| Costa Sudoeste                               | PTCON0012 | Natura2000 EEA | Portugal | 37.42° N 8.79° O         | 118267          | Parque Natural do Sudoeste Alentejano e Costa Vicentina | Costa Sudoeste · Upload image                               |
| Ria Formosa / Castro Marim                   | PTCON0013 | Natura2000 EEA | Portugal | 37.01° N 7.82° O         | 17520           | Ria Formosa Castro Marim                                | Ria Formosa/Castro Marim · Upload image                     |
| Serra da Estrela                             | PTCON0014 | Natura2000 EEA | Portugal | 40.4333° N 7.5583° O     | 88291,7         | Serra da Estrela                                        | Serra da Estrela · Upload image                             |
| Serras de Aire e Candeeiros                  | PTCON0015 | Natura2000 EEA | Portugal | 39.5119° N 8.79965° O    | 44226,95        | Parque Natural das Serras de Aire e Candeeiros          | Serras de Aire e Candeeiros · Upload image                  |
| Reserva Botânica de Cambarinho               | PTCON0016 | Natura2000 EEA | Portugal | 40.6683° N 8.1967° O     | 23              | Cambarinho Botanical Reserve                            | Cambarinho · Upload image                                   |
| Parque Natural do Litoral Norte              | PTCON0017 | Natura2000 EEA | Portugal | 41.7° N 8.8333° O        | 2796,29         | Parque Natural do Litoral Norte                         | Litoral Norte · Upload image                                |
| Barrinha de Esmoriz                          | PTCON0018 | Natura2000 EEA | Portugal | 40.9706° N 8.6447° O     | 396             | Barrinha de Esmoriz                                     | Barrinha de Esmoriz · Upload image                          |
| Rio Minho                                    | PTCON0019 | Natura2000 EEA | Portugal | 41.8653° N 8.86972° O    | 4554            | Minho River                                             | Rio Minho · Upload image                                    |
| Rio Lima                                     | PTCON0020 | Natura2000 EEA | Portugal | 41.75° N 8.6328° O       | 5360,8          | Rio Lima                                                | Rio Lima · Upload image                                     |
| Rios Sabor e Maçãs                           | PTCON0021 | Natura2000 EEA | Portugal | 41.4747° N 6.68° O       | 33476           | Rio Sabor                                               | Rios Sabor e Maçãs · Upload image                           |
| Douro Internacional                          | PTCON0022 | Natura2000 EEA | Portugal | 40.4333° N 6.8381° O     | 36187           | Douro International Natural Park                        | Douro Internacional · Upload image                          |
| Morais                                       | PTCON0023 | Natura2000 EEA | Portugal | 41.5056° N 6.8183° O     | 12878           | Morais (site of community importance)                   | Morais · Upload image                                       |
| Valongo                                      | PTCON0024 | Natura2000 EEA | Portugal | 41.1464° N 8.4708° O     | 2553            | Valongo (site of community importance)                  | Valongo · Upload image                                      |
| Montemuro                                    | PTCON0025 | Natura2000 EEA | Portugal | 41.0067° N 8.0044° O     | 38763           | Serra de Montemuro                                      | Montemuro · Upload image                                    |
| Rio Vouga                                    | PTCON0026 | Natura2000 EEA | Portugal | 40.683° N 8.667° O       | 2769            | Vouga River                                             | Rio Vouga · Upload image                                    |
| Carregal do Sal                              | PTCON0027 | Natura2000 EEA | Portugal | 40.4128° N 7.8803° O     | 9554            | Carregal do Sal                                         | Upload image                                                |
| Serra da Gardunha                            | PTCON0028 | Natura2000 EEA | Portugal | 40.1169° N 7.4956° O     | 5935,39         | Serra da Gardunha                                       | Serra da Gardunha · Upload image                            |
| Cabeção                                      | PTCON0029 | Natura2000 EEA | Portugal | 39.1169° N 8.0089° O     | 48607           | Cabeção (site of community importance)                  | Cabeção · Upload image                                      |
| Caia                                         | PTCON0030 | Natura2000 EEA | Portugal | 38.9633° N 7.0892° O     | 31115           |                                                         | Upload image                                                |
| Monfurado                                    | PTCON0031 | Natura2000 EEA | Portugal | 38.5833° N 8.1167° O     | 23946           |                                                         | Upload image                                                |
| Río Guadiana / Juromenha                     | PTCON0032 | Natura2000 EEA | Portugal | 38.65° N 7.2708° O       | 2501            | Guadiana River Fortaleza de Juromenha                   | Rio Guadiana/Juromenha · Upload image                       |
| Cabrela                                      | PTCON0033 | Natura2000 EEA | Portugal | 38.4725° N 8.3794° O     | 56555           |                                                         | Upload image                                                |
| Comporta / Galé                              | PTCON0034 | Natura2000 EEA | Portugal | 38.3333° N 8.6414° O     | 32051           | Comporta                                                | Comporta/Galé · Upload image                                |
| Alvito / Cuba                                | PTCON0035 | Natura2000 EEA | Portugal | 38.1506° N 7.8744° O     | 922             | Alvito (Portugal) Cuba (Portugal)                       | Alvito/Cuba · Upload image                                  |
| Guadiana                                     | PTCON0036 | Natura2000 EEA | Portugal | 37.6892° N 7.6639° O     | 38463,34        | Guadiana River                                          | Guadiana · Upload image                                     |
| Monchique                                    | PTCON0037 | Natura2000 EEA | Portugal | 37.3728° N 8.5825° O     | 76008           | Serra de Monchique                                      | Monchique · Upload image                                    |
| Ribeira de Quarteira                         | PTCON0038 | Natura2000 EEA | Portugal | 37.1458° N 8.1875° O     | 582             | Quarteira River                                         | Ribeira de Quarteira · Upload image                         |
| Serra de Arga                                | PTCON0039 | Natura2000 EEA | Portugal | 41.7819° N 8.7461° O     | 4493            |                                                         | Serra de Arga · Upload image                                |
| Corno do Bico                                | PTCON0040 | Natura2000 EEA | Portugal | 41.8833° N 8.5167° O     | 5139            | Corno do Bico                                           | Corno do Bico · Upload image                                |
| Samil                                        | PTCON0041 | Natura2000 EEA | Portugal | 41.7681° N 6.7472° O     | 91              | Samil                                                   | Samil · Upload image                                        |
| Minas de Sto. Adrião                         | PTCON0042 | Natura2000 EEA | Portugal | 41.5283° N 6.4653° O     | 3495            |                                                         | Upload image                                                |
| Romeu                                        | PTCON0043 | Natura2000 EEA | Portugal | 41.5097° N 7.0778° O     | 4768,58         | Romeu (Mirandela)                                       | Upload image                                                |
| Nisa/Lage de Prata                           | PTCON0044 | Natura2000 EEA | Portugal | 39.4667° N 7.6833° O     | 12658           | Nisa                                                    | Nisa/Lage de Prata · Upload image                           |
| Sicó/Alvaiázere                              | PTCON0045 | Natura2000 EEA | Portugal | 39.8167° N 8.4° O        | 31678           | Sicó / Alvaiázere (site of community importance)        | Sicó/Alvaiázere · Upload image                              |
| Azabuxo/Leiria                               | PTCON0046 | Natura2000 EEA | Portugal | 39.7494° N 8.7622° O     | 136             | Leiria                                                  | Azabuxo/Leiria · Upload image                               |
| Serras da Freita e Arada                     | PTCON0047 | Natura2000 EEA | Portugal | 40.8667° N 8.2833° O     | 28659           | Serras da Freita e Arada Geopark Arouca                 | Serras da Freita e Arada · Upload image                     |
| Serra de Montejunto                          | PTCON0048 | Natura2000 EEA | Portugal | 39.1667° N 9.0122° O     | 3830            | Serra de Montejunto                                     | Serra de Montejunto · Upload image                          |
| Barrocal                                     | PTCON0049 | Natura2000 EEA | Portugal | 37.225° N 8.13° O        | 20864           | Barrocal                                                | Barrocal · Upload image                                     |
| Cerro da Cabeça                              | PTCON0050 | Natura2000 EEA | Portugal | 37.1108° N 7.7833° O     | 574,01          |                                                         | Upload image                                                |
| Complexo do Açor                             | PTCON0051 | Natura2000 EEA | Portugal | 40.215° N 7.9214° O      | 1362            | Serra do Açor                                           | Complexo do Açor · Upload image                             |
| Arade/Odelouca                               | PTCON0052 | Natura2000 EEA | Portugal | 37.1778° N 8.4861° O     | 2112            | Arade River                                             | Arade/Odelouca · Upload image                               |
| Moura/Barrancos                              | PTCON0053 | Natura2000 EEA | Portugal | 38.0806° N 7.0736° O     | 43309           | Moura / Barrancos (site of community importance)        | Moura/Barrancos · Upload image                              |
| Fernão Ferro/Lagoa de Albufeira              | PTCON0054 | Natura2000 EEA | Portugal | 38.5569° N 9.1389° O     | 4318,22         | Lagoa de Albufeira                                      | Fernão Ferro/Lagoa de Albufeira · Upload image              |
| Dunas de Mira, Gândara e Gafanhas            | PTCON0055 | Natura2000 EEA | Portugal | 40.3872° N 8.8167° O     | 20530,45        | Dunas de Mira, Gândara e Gafanhas                       | Dunas de Mira, Gândara e Gafanhas · Upload image            |
| Peniche/Sta Cruz                             | PTCON0056 | Natura2000 EEA | Portugal | 39.2861° N 9.3417° O     | 8285,54         | Peniche / Santa Cruz (site of community importance)     | Peniche/Sta Cruz · Upload image                             |
| Caldeirão                                    | PTCON0057 | Natura2000 EEA | Portugal | 37.2819° N 8.0875° O     | 47286,35        |                                                         | Upload image                                                |
| Ria de Alvor                                 | PTCON0058 | Natura2000 EEA | Portugal | 37.1333° N 8.6278° O     | 1454            | Ria de Alvor                                            | Ria de Alvor · Upload image                                 |
| Rio Paiva                                    | PTCON0059 | Natura2000 EEA | Portugal | 40.9° N 7.95° O          | 14562           | Rio Paiva                                               | Rio Paiva · Upload image                                    |
| Serra da Lousã                               | PTCON0060 | Natura2000 EEA | Portugal | 40.0978° N 8.1989° O     | 15158,11        | Serra da Lousã                                          | Serra da Lousã · Upload image                               |
| Ria de Aveiro                                | PTCON0061 | Natura2000 EEA | Portugal | 40.598859° N 8.746248° O | 33129,91        | Ria de Aveiro                                           | Ria de Aveiro · Upload image                                |
| Ilhas Desertas                               | PTDES0001 | Natura2000 EEA | Portugal | 32.5022° N 16.4986° O    | 11301,62        | Ilhas Desertas                                          | Ilhas Desertas · Upload image                               |
| Monte da Guia - Ilha do Faial                | PTFAI0005 | Natura2000 EEA | Portugal | 38.5208° N 28.6225° O    | 383,16          | Monte da Guia (Horta)                                   | Monte da Guia - Ilha do Faial · Upload image                |
| Laurissilva da Madeira                       | PTMAD0001 | Natura2000 EEA | Portugal | 32.7667° N 17.05° O      | 13.354,86       | Laurisilva of Madeira                                   | Laurissilva da Madeira · Upload image                       |
| Maciço Montanhoso Central da Ilha da Madeira | PTMAD0002 | Natura2000 EEA | Portugal | 32.7317° N 16.9242° O    | 8.212,22        | Maciço Montanhoso Central da Ilha da Madeira            | Maciço Montanhoso Central da Ilha da Madeira · Upload image |
| Ponta de São Lourenço                        | PTMAD0003 | Natura2000 EEA | Portugal | 32.7492° N 16.7025° O    | 2043,12         | Ponta de São Lourenço                                   | Ponta de São Lourenço · Upload image                        |
| Ilhéu da Viúva                               | PTMAD0004 | Natura2000 EEA | Portugal | 32.8256° N 16.8656° O    | 1822,47         | Reserva Natural do Sítio da Rocha do Navio              | Ilhéu da Viúva · Upload image                               |
| Achadas da Cruz                              | PTMAD0005 | Natura2000 EEA | Portugal | 32.8442° N 17.2122° O    | 205,82          | Achadas da Cruz                                         | Upload image                                                |
| Moledos - Madalena do Mar                    | PTMAD0006 | Natura2000 EEA | Portugal | 32.7017° N 17.1339° O    | 18,12           |                                                         | Moledos - Madalena do Mar · Upload image                    |
| Pináculo (Madeira)                           | PTMAD0007 | Natura2000 EEA | Portugal | 32.6417° N 16.8703° O    | 33,81           |                                                         | Upload image                                                |
| Campo Hidrotermal Menez Gwen                 | PTMAZ0001 | Natura2000 EEA | Portugal | 37.825° N 31.525° O      | 9523,21         |                                                         | Upload image                                                |
| Campo Hidrotermal Lucky Strike               | PTMAZ0002 | Natura2000 EEA | Portugal | 37.2833° N 32.3083° O    | 19125,85        |                                                         | Upload image                                                |
| Ilhas Selvagens                              | PTSEL0001 | Natura2000 EEA | Portugal | 30.1553° N 15.8672° O    | 5752            | Ilhas Selvagens                                         | Ilhas Selvagens · Upload image                              |